# بابلو غيريرو
بابلو غيريرو (بالإسبانية: Pablo Guerrero)‏ هو مغني وشاعر إسباني، ولد في 18 أكتوبر 1946 في إسبارجوزا دي لارس في إسبانيا.

## وصلات خارجية
- بابلو غيريرو على موقع IMDb (الإنجليزية)
- بابلو غيريرو على موقع ميوزك برينز (الإنجليزية)
- بابلو غيريرو على موقع ديسكوغز (الإنجليزية)